# Среднее профессиональное образование в России

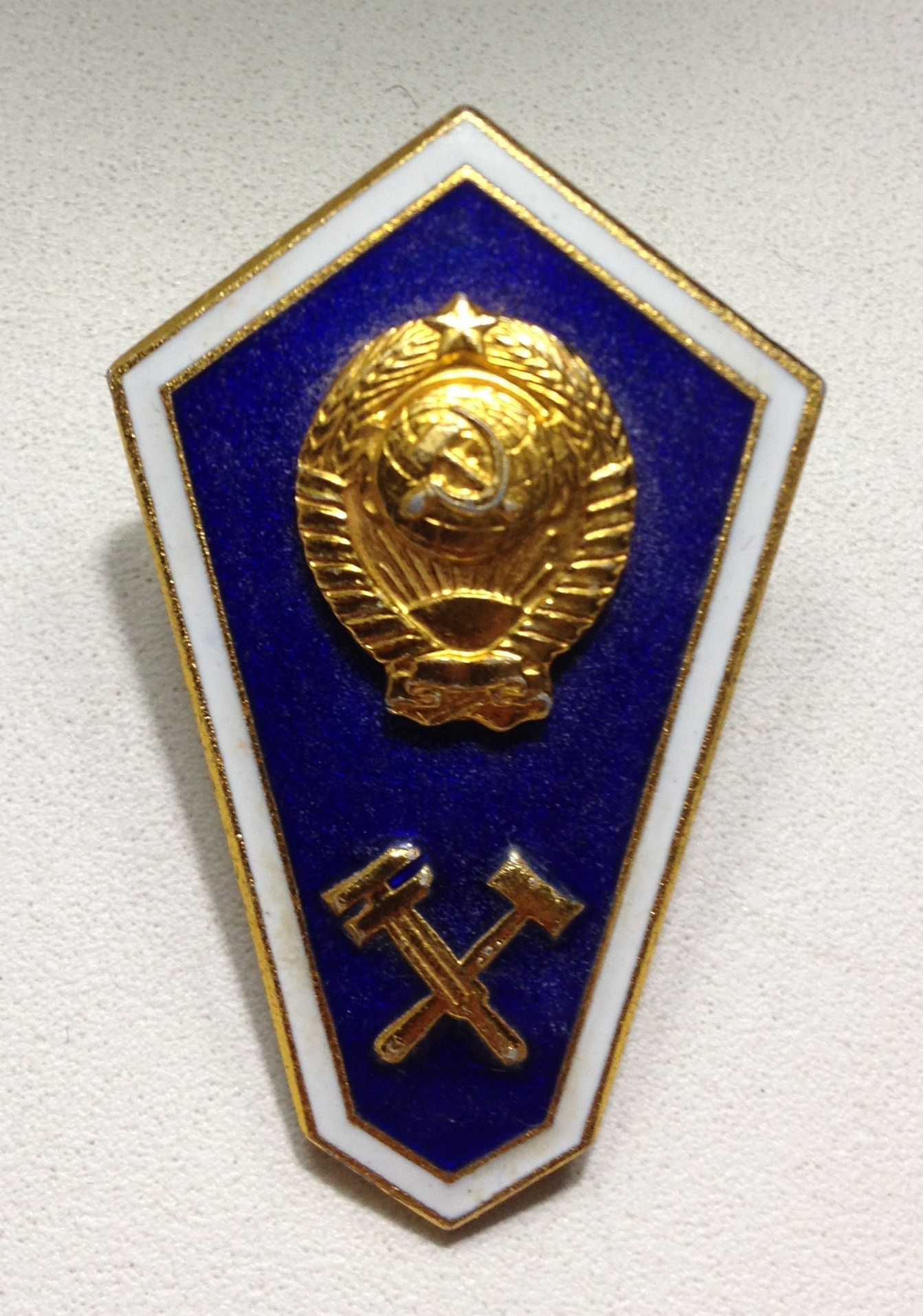
Нагрудный знак (шестиугольный) выпускника среднего специального технического учебного заведения (техникума, СССР)

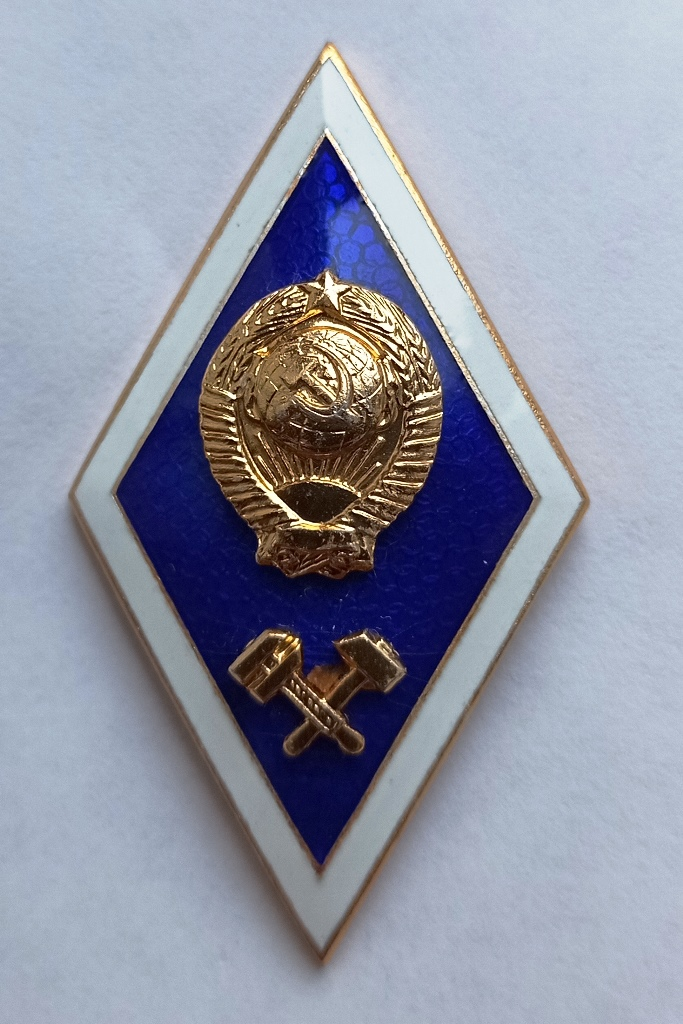
Нагрудный знак (ромбик) выпускника высшего технического учебного заведения (института, университета, 1950-е гг., СССР)

Сре́днее профессиона́льное образова́ние (СПО) — средний уровень профессионального образования.

## В СССР
В советское время существовало среднее специальное образование, которое можно было получить в техникумах, а также в некоторых училищах (например, медицинское училище, педагогическое училище, ветеринарное училище, юридическое училище, а также военные училища (или средние специальные школы) готовящие прапорщиков и мичманов). 2 октября 1940 года был принят указ Верховного совета СССР о государственных трудовых резервах . Были созданы ремесленные училища с 2 летним сроком обучения, железнодорожные училища с 2летним сроком обучения и школы ФЗО с 6 месячным сроком обучения..Было образовано спортивное общество Трудовые резервы. С 1966 года в СССР лицам окончившим ссуз, в том числе ранее, выдавался отличительный нагрудный знак с отметкой в дипломе об образовании. Цвет эмали щита и эмблема знака зависели от полученной специальности (профиля обучения ссуз), цвет эмали окантовки знака — белый, форма щита была шестиугольная, размеры: длина — 40 мм, ширина — 25,5 мм, крепление на одежду — винтовое.
Не следует путать с профессионально-техническими училищами (ПТУ), в которых получали начальное профессиональное образование.
В постсоветское время часть техникумов и училищ переименована в колледжи.

## Образовательные учреждения СПО в России

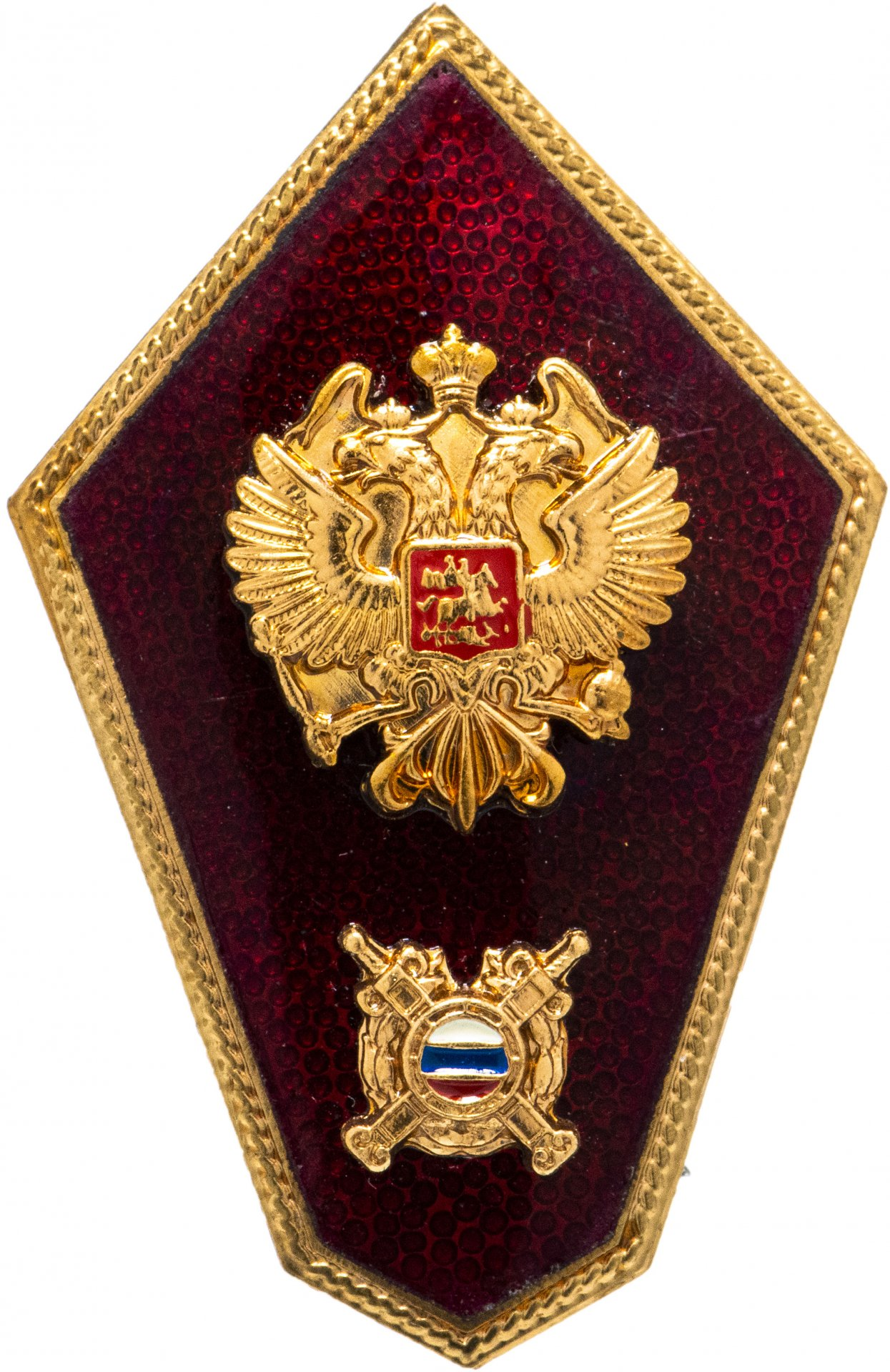
Нагрудный знак выпускника специальной средней школы МВД России (постсоветского образца до 2013 года)

В настоящее[уточнить] время среднее профессиональное образование может быть получено в техникумах и колледжах (Средние специальные учебные заведения). Они, в свою очередь, могут быть как отдельными образовательными учреждениями, так и быть составной частью вузов. Различия в терминах определены в Типовом положении об образовательном учреждении среднего профессионального образования (среднем специальном учебном заведении):

Устанавливаются следующие виды средних специальных учебных заведений:

а) техникум — среднее специальное учебное заведение, реализующее основные профессиональные образовательные программы среднего профессионального образования базовой подготовки;

б) колледж — среднее специальное учебное заведение, реализующее основные профессиональные образовательные программы среднего профессионального образования базовой подготовки и программы среднего профессионального образования углублённой подготовки.

Иными словами, техникум и колледж обучают по специальностям, по которым среднее профессиональное образование может быть получено за 3 года (по некоторым специальностям — за 2 года). При этом в колледже обязательно наличие обучения также и по программам углублённой подготовки (4 года).
С точки зрения организационно-правовых форм, в сфере среднего профессионального образования действуют:
- Государственные образовательные учреждения среднего профессионального образования (ГОУ СПО), в том числе — автономные учреждения;
- Частные образовательные учреждения среднего профессионального образования (ЧОУ СПО);
- Автономные некоммерческие организации среднего профессионального образования (АНО СПО).

### Приём в образовательные учреждения СПО
Приём в образовательные учреждения СПО осуществляется на базе основного общего образования (9 классов, срок обучения на год больше, на первом курсе ускоренная, укороченная программа обучения 10-11 классов), а также на базе среднего (полного) общего образования (11 классов). В настоящее время основной контингент обучающихся в техникумах и колледжах имеют основное общее образование, из-за низкого конкурса на многие специальности в высших учебных заведениях, абитуриенты, имеющие среднее (полное) общее образование предпочитают получить высшее образование.
Перечень специальностей среднего профессионального образования утверждён приказом Минобрнауки России от 12.04.2005 № 112 (в редакции от 18.05.2006). С 1 января 2010 года при приёме на основные профессиональные образовательные программы среднего профессионального образования, реализуемые в соответствии с федеральными государственными образовательными стандартами, применяется перечень специальностей среднего профессионального образования, утверждённый приказом Минобрнауки России от 28.09.2009 № 355.
В 2015 году появился список самых востребованных на рынке труда профессий.С 2020 Министерство труда утвердило ТОП-50 самых востребованных профессий 

### Профессионалитет
С 2022 года в России внедряется проект профессионалитет, направляемый на связь учреждений Среднего профессионального образования и предприятий. 
Одним из результатов внедрения проекта "Профессионалитет" является подготовка специалистов за 2 года и 10 месяцев, одновременное обучение 3-4 специальностям, 60% времени обучения отводится на практику, привлечение специалистов предприятия к обучению 
Образовательные организации и предприятия создают образовательно-производственные центры (кластера) . Образовательные программы будут конструироваться по специальной технологии . ГИА будет проходить в форме демонстрационного экзамена.

### Особенности СПО в сравнении с начальным профессиональным образованием
С 2013 года согласно новому закону «Об образовании» система начального профессионального образования включена в структуру среднего профессионального образования.
Учреждения НПО (Начального профессионального образования) и СПО объединяют и реализуют двухступенчатую подготовку по программам начального и среднего профессионального образования.
В соответствии с типовым Положением об образовательном учреждении среднего профессионального образования образовательное учреждение также называется термином ССУЗ (Среднее специальное учебное заведение).
1. Среднее профессиональное образование имеет целью подготовку специалистов среднего звена, удовлетворение потребностей личности в углублении и расширении образования на базе основного общего, среднего (полного) общего или начального профессионального образования.
2. Среднее профессиональное образование может быть получено в образовательных учреждениях среднего профессионального образования (средних специальных учебных заведениях) или на первой ступени образовательных учреждений высшего образования.
3. Образовательное учреждение среднего профессионального образования может реализовывать образовательные программы начального профессионального образования при наличии соответствующей лицензии.

Образовательное учреждение реализует программы подготовки рабочих профессий (ППКРС), а также по специальностям ( ППССЗ) 

### Учебные предметы в учреждениях СПО
Первый год обучения в учреждении СПО студент продолжает изучать школьные предметы (математику, физику, химию, биологию, географию, русский язык, историю, иностранный язык). План изучения отдельных предметов немного отличается от такого же в 10-11 классах общеобразовательных учреждений. После завершения обучения учебного предмета студент сдает экзамен. 

### Статистика
По данным на 2022 год в России было 4,6 тысяч организаций (включая СПО) в которых училось 3 млн студентов.

В 2022 -2023 учебном году на программы СПО поступило 1,078 млн человек (из них на бюджет — 686,3 тыс. человек). В том числе: на специалистов 870,9 тыс. человек, на  рабочих — 206,9 тыс. человек. Общее число учащихся  составило 3,434 млн человек.
СПО реализуют 3584 организации.
Учреждения СПО финансируются, в основном, за счёт бюджета (92% направляют регионы — учредители колледжей и техникумов).
По состоянию на 23 августа 2024 года имелось 368 профессий и специальностей, по которым производилось обучение в средних учебных заведениях.

### Аттестация
Обучающиеся СПО после завершения курса по предмету  сдают экзамены или зачёты. В конце обучения выпускник защищает дипломную работу или сдает Демонстрационный экзамен.

### Галерея

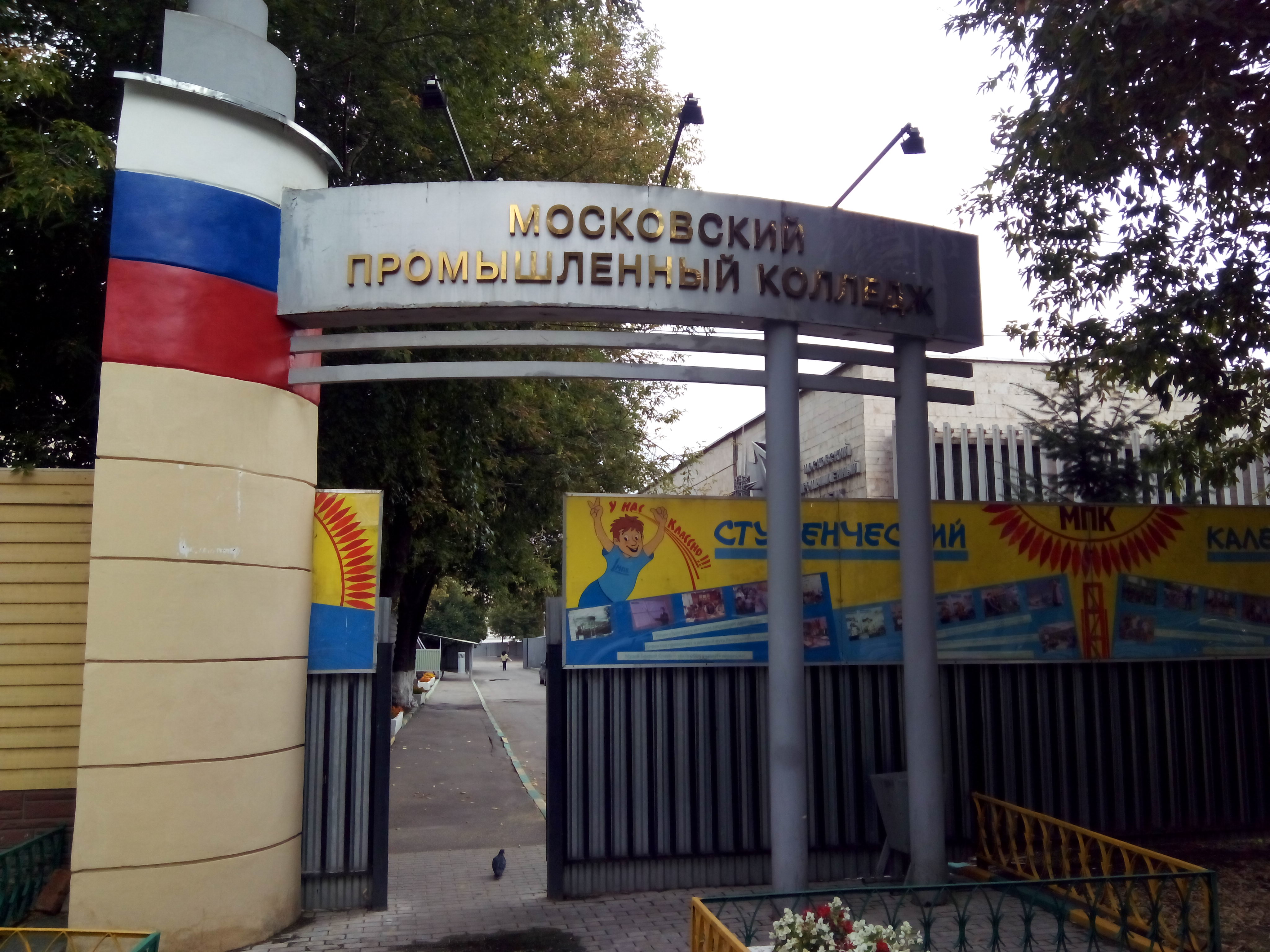
Московский промышленный колледж НИЯУ МИФИ
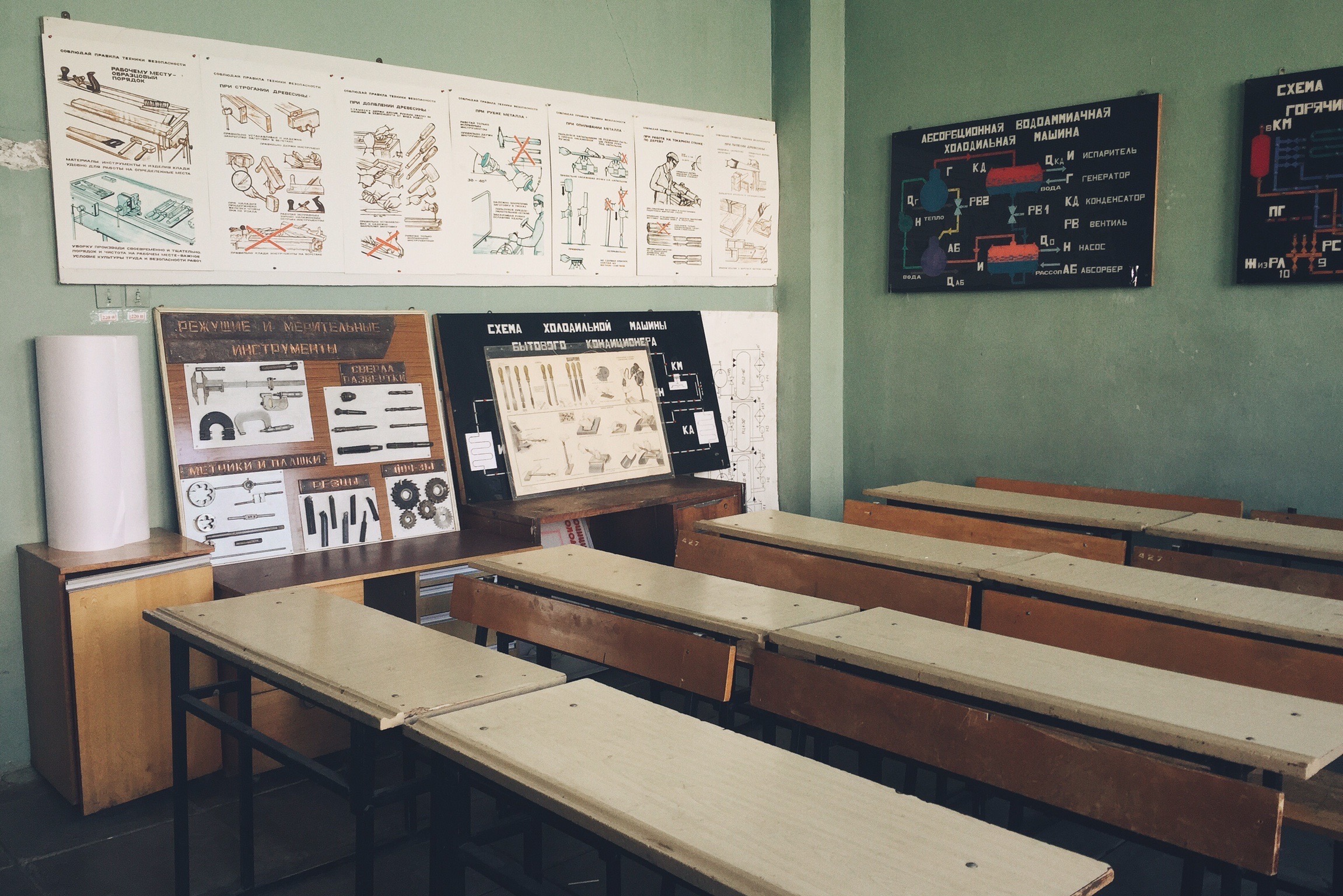
Кабинет в колледже
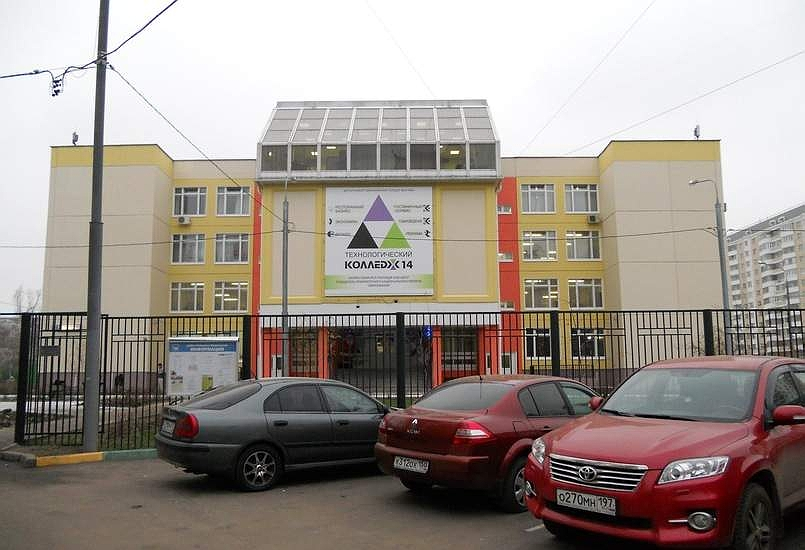
Колледж в Москве